# Omphalestra homomelaena
Omphalestra homomelaena är en fjärilsart som beskrevs av Emilio Berio 1974. Omphalestra homomelaena ingår i släktet Omphalestra och familjen nattflyn. Inga underarter finns listade i Catalogue of Life.